# Badminton bei den Südamerikaspielen
Badminton wurde bei den Südamerikaspielen erstmals 2010 ausgetragen. Auch 2018 und 2022 stand Badminton im Programm der Spiele.

## Die Sieger
| Saison | Herreneinzel    | Dameneinzel          | Herrendoppel                       | Damendoppel                      | Mixed                            | Team           |
| ------ | --------------- | -------------------- | ---------------------------------- | -------------------------------- | -------------------------------- | -------------- |
| 2010   | Daniel Paiola   | Claudia Rivero       | Antonio de Vinatea Rodrigo Pacheco | Katherine Winder Claudia Zornoza | Rodrigo Pacheco Claudia Rivero   | Peru           |
| 2014   | ohne Badminton  | ohne Badminton       | ohne Badminton                     | ohne Badminton                   | ohne Badminton                   | ohne Badminton |
| 2018   | Ygor Coelho     | Fabiana Silva        | Ygor Coelho Diego Mini             | Daniela Macías Dánica Nishimura  | Daniel La Torre Dánica Nishimura | Brasilien      |
| 2022   | Jonathan Matias | Juliana Viana Vieira | Fabrício Farias Davi Silva         | Sânia Lima Juliana Viana Vieira  | Fabrício Farias Jaqueline Lima   | Brasilien      |